# Annie Burgess
Pour les articles homonymes, voir Burgess.
Annie Burgess-La Fleur, née le 10 mars 1969 à Port Moresby, en Territoire de Papouasie-Nouvelle-Guinée, est une ancienne joueuse australienne de basket-ball. Elle évoluait au poste d'arrière.

## Palmarès
- Finaliste des Jeux olympiques 2000
- Troisième du championnat du monde 1998